# Перевал Великого Будды: Бог-Дракон
«Перевал Великого Будды: Бог-Дракон» (яп. 大菩薩峠　竜神の巻, дайбосацу то:гэ: рюдзин-но маки; англ. Satan's Sword II) — японский фильм-драма в жанре тямбара, поставленный режиссёром Кэндзи Мисуми и выпущенный на экраны в 1960 году. Сиквел фильма «Перевал Великого Будды», вышедшего в прокат двумя месяцами ранее. 

## Сюжет
Во время схватки обезумевший Рюноскэ и Хёма Уцуки потеряли друг друга из виду в тумане. Хёма покинул отряд синсэнгуми, чтобы вновь заняться поисками Рюноскэ. В то же время Рюноскэ просыпается в лесу, не имея понятия о том, что произошло прошлой ночью, так как он был пьян и галлюцинировал. Он начинает выбираться из леса, в котором очнулся. На дороге Рюноскэ встречает одинокого ронина, с которым решил померяться силами. Их схватка привлекла внимание местного жителя Уэды, который остановив бой, приглашает Рюноскэ в свой дом. Оставшись на какое-то время в доме гостеприимного Уэды, Рюноскэ здесь вскоре встречается с Отоё, женщиной как две капли воды похожей на его покойную жену Охаму. Отоё преследует некий Канэдзо, сын местного старосты, он влюблён в неё и хочет взять в жёны, несмотря на её отказ. Рюноскэ вновь примкнул к отряду синсэнгуми. Во время одной из схваток Рюноскэ ослеп из-за взрывчатки, брошенной преследователями. Ослепший Рюноскэ скрывается в уединённой лесной хижине. Отаё, которая полюбила Рюноскэ несмотря на его плохую репутацию, спешит к нему на помощь. Хёма последовал за Отаё и, найдя Рюноскэ, вызвал его на поединок.

## В ролях
- Райдзо Итикава — Рюноскэ Цукуэ
- Кодзиро Хонго — Хёма Уцуги
- Тамао Накамура — Отоё
- Фудзико Ямамото — Омацу
- Ютака Накамура — ронин
- Акихико Катаяма — Киндзо
- Рэйко Фудзивара — Миюки Таю
- Токико Мита — Осуки
- Миэко Кондо — Отама
- Бонтаро Миякэ — Ситибэй
- Фудзио Мураками — Ката
- Хироко Ямамото — Оцуру
- Гэн Симидзу — Кинроку
- Ёити Масио — Ёхати
- Фудзио Суга — Кадзикура
- Акио Кобори — Синбэй Сакаи
- Тацуя Исигуро — Уэда

## Премьеры
- — 27 декабря 1960 года состоялась национальная премьера фильма в Токио[1]

## Другие экранизации романа Кайдзана Накадзато

### ДилогияХироси Инагаки1930-х годов
- «Перевал Дайбосацу. Часть 1: Школа фехтования» (1935), реж. Хироси Инагаки, в роли Рюноскэ Цукуэ — Дэндзиро Окоти[2].
- «Перевал Дайбосацу 2: Финал» (1936), реж. Хироси Инагаки, в роли Рюноскэ Цукуэ — Дэндзиро Окоти[3].

### ТрилогияКунио Ватанабэ1953 года
- «Перевал Дайбосацу: мастерство фехтования» (1953), реж. Кунио Ватанабэ, в роли Рюноскэ Цукуэ — Тиэдзо Катаока[4].
- «Перевал Дайбосацу. Часть 2» (1953), реж. Кунио Ватанабэ, в роли Рюноскэ Цукуэ — Тиэдзо Катаока[5].
- «Перевал Дайбосацу. Часть 3» (1953), реж. Кунио Ватанабэ, в роли Рюноскэ Цукуэ — Тиэдзо Катаока[6].

### ТрилогияТому Утиды1957-1959 годов
- «Перевал Дайбосацу» (1957), реж. Тому Утида, в роли Рюноскэ Цукуэ — Тиэдзо Катаока[7].
- «Перевал Дайбосацу 2: Души в лунном свете» (1958), реж. Тому Утида, в роли Рюноскэ Цукуэ — Тиэдзо Катаока[8].
- «Перевал Дайбосацу 3» (1959), реж. Тому Утида, в роли Рюноскэ Цукуэ — Тиэдзо Катаока[9].

### фильмКихати Окамото1966 года
- «Меч судьбы» (1966), реж. Кихати Окамото, в роли Рюноскэ Цукуэ — Тацуя Накадай[10].